# Пикио (Болоња)
Пикио (итал. Picchio) је насеље у Италији у округу Болоња, региону Емилија-Ромања.
Према процени из 2011. у насељу је живело 157 становника. Насеље се налази на надморској висини од 177 м.